# Olexander Paul
 Olexander Paul  (en ukrainien : Поль Олександр Миколайович) né le 1er septembre 1832 et mort le 7 août 1890, est un historien et géologue spécialiste de l'Ukraine.

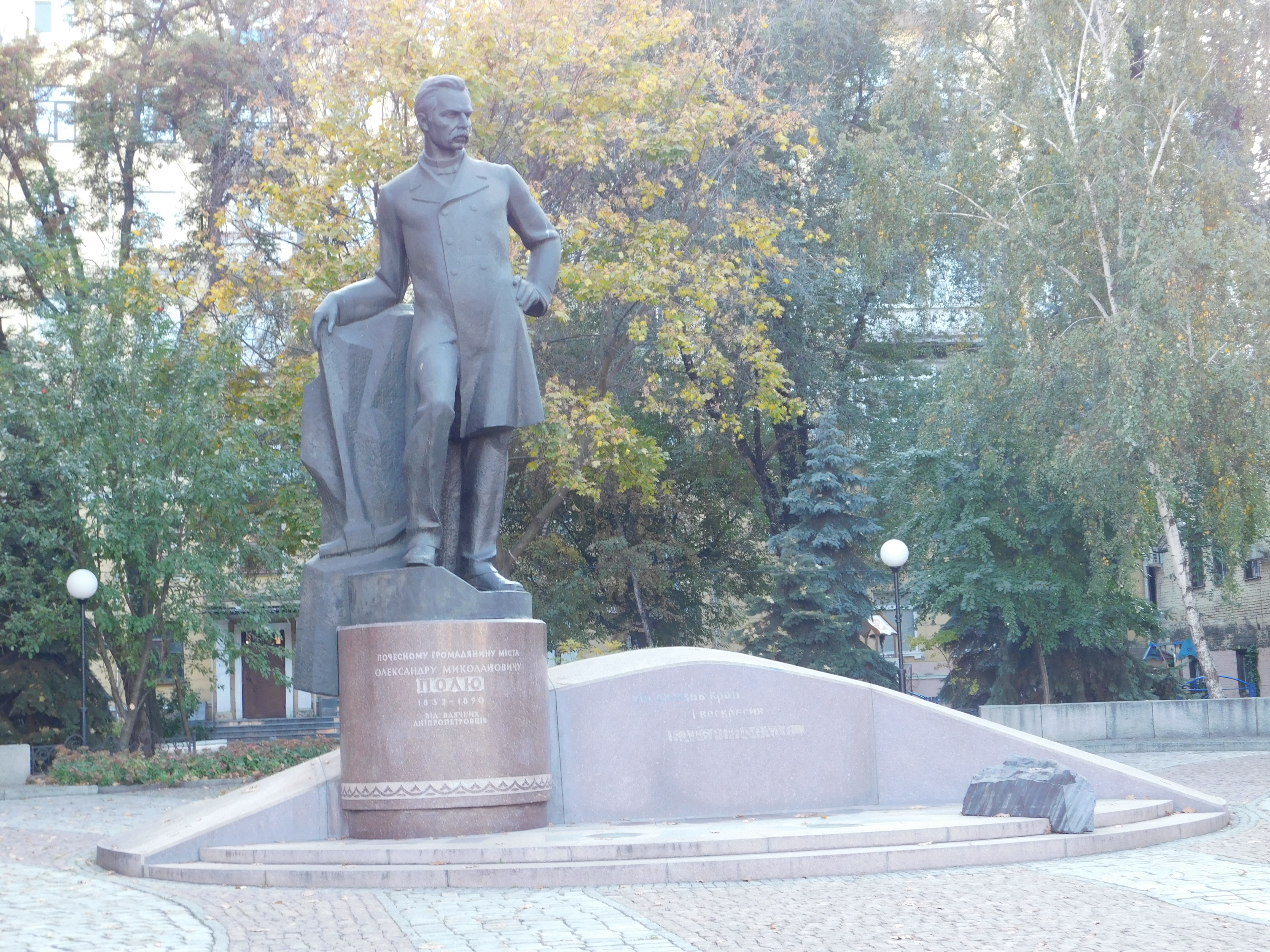
Sa statue à Dnipro.

## Biographie
Issu d'une famille balte il fit des études scientifiques à l'université de Tartu. Il étudia pendant quinze années le gisement ferreux de Kryvyï Rih et investit dans sa mise en valeur en 1881. Il fut aussi ethnologue et archéologue et citoyen d'honneur de Dnipro.

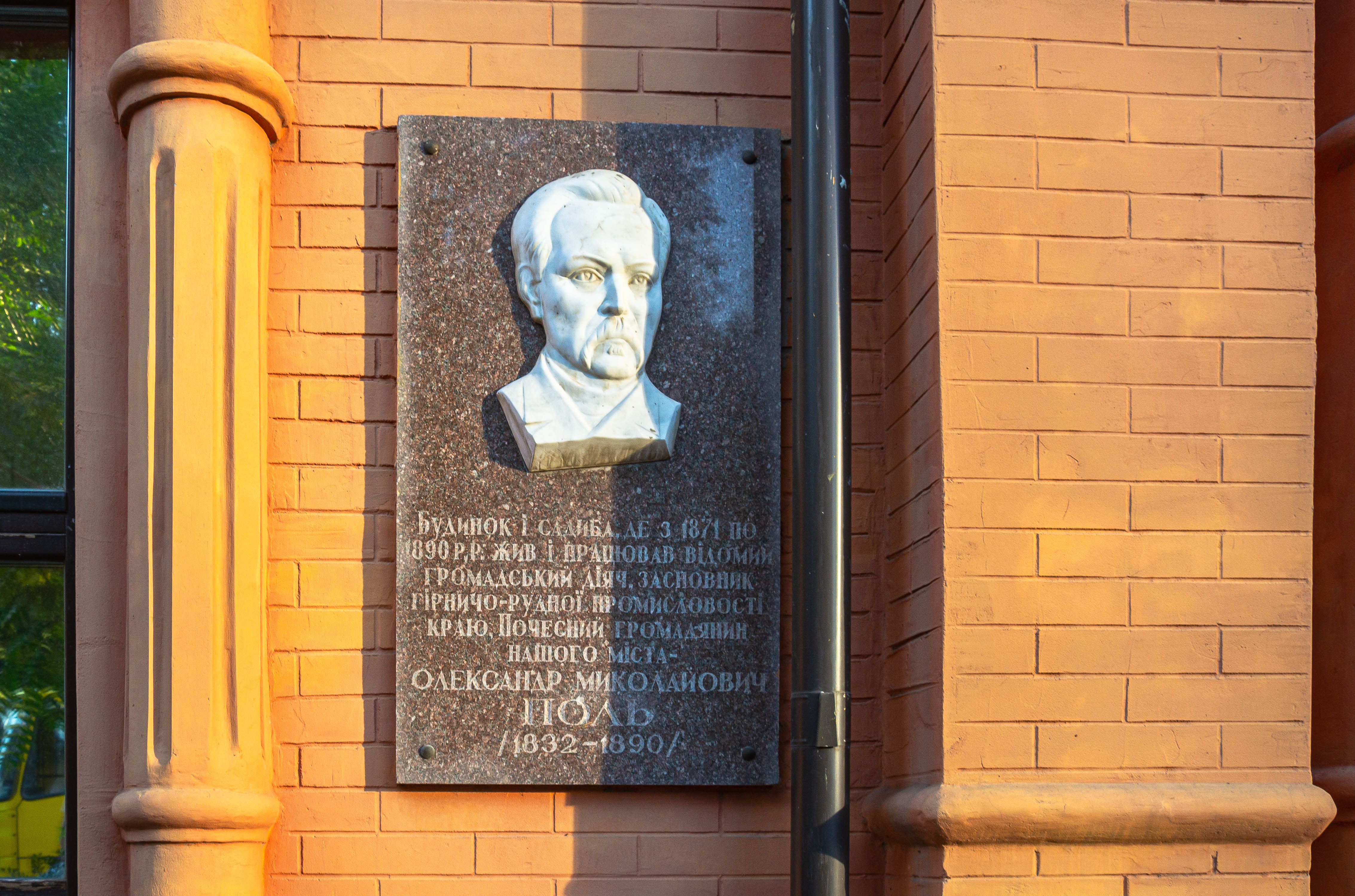
Dnipro, plaque du 10 place Soborna.